# Szynszyloszczur stokowy
Szynszyloszczur stokowy (Abrocoma bennettii) – endemiczny gatunek gryzonia z rodziny szynszyloszczurowatych (Abrocomidae) zamieszkujący tereny Ameryki Południowej w środkowej części Chile, od Copiapó do rzeki Biobío, na wysokości do 2000 m n.p.m.

## Systematyka
Abrocoma bennettii obejmuje dwa podgatunki:
- Abrocoma bennettii bennettii
- Abrocoma bennettii murrayi

## Kariotyp
Garnitur chromosomowy szynszyloszczura stokowego tworzą 32 pary (2n=64) chromosomów; FN=114.

## Zasięg geograficzny
Gatunek występuje endemicznie w środkowej części Chile od Copiapó do rzeki Biobío, na wysokości do 2000 m n.p.m.

## Ekologia
Szynszyloszczur stokowy zamieszkuje zachodnie zbocza Andów porośnięte śródziemnomorskimi krzewami. Wykorzystują czasem nory wspólnie z gryzoniami sympatrycznego gatunku O. degus (koszatniczka pospolita).

## Ochrona
Gatunek podlega ochronie na terenie czterech obszarów: Los Cipreses, Rio Blanco, Las Chinchillas i Bosque Fray Jorge.